# Carsten Jensen
Carsten Jensen (nacido el 24 de julio de 1952, Marstal, Dinamarca) es un autor y columnista político danés.

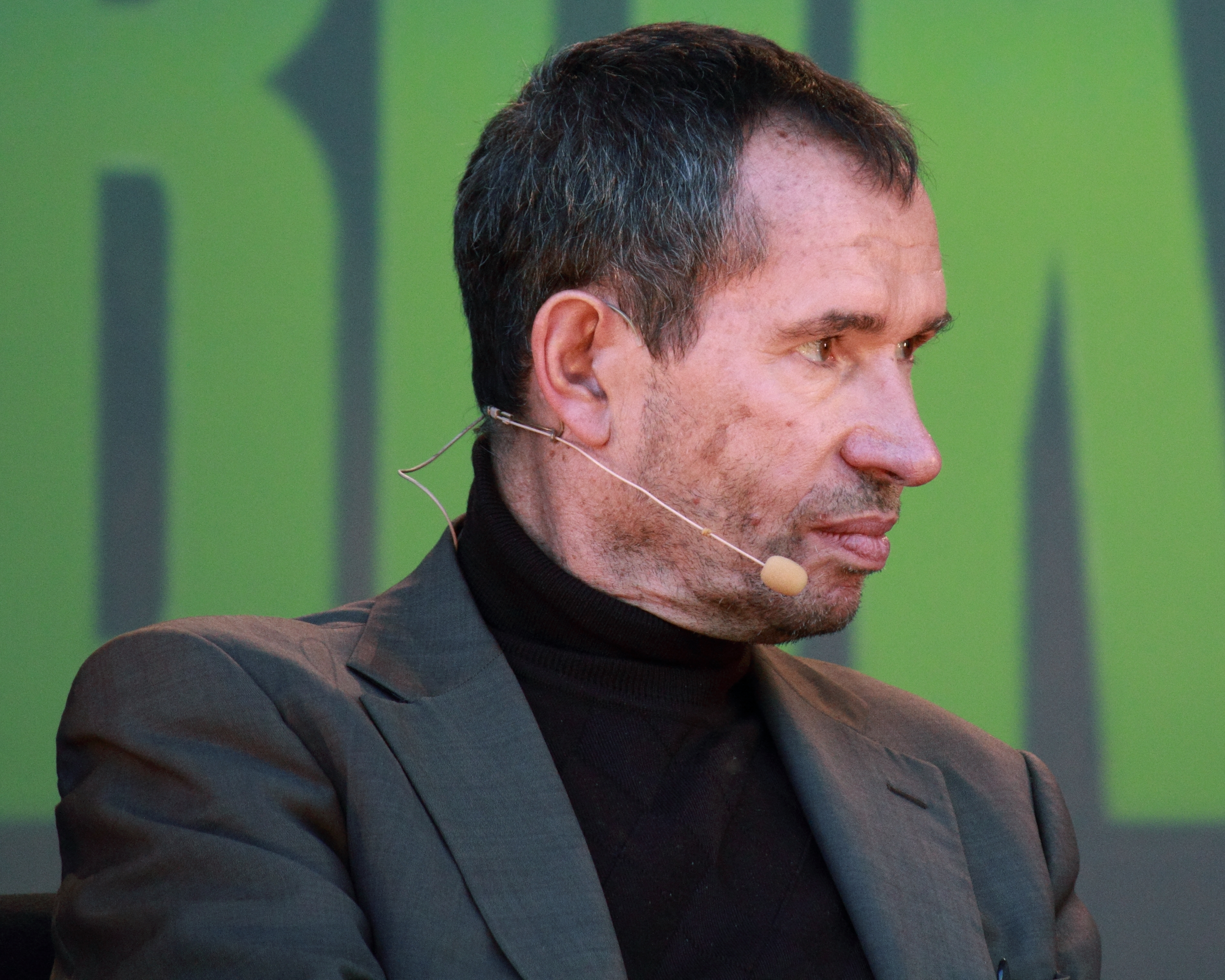
Carsten Jensen en 2010

Primero se ganó el reconocimiento como crítico literario del diario de Copenhague, Politiken. Sus novelas, entre ellas I Have Seen the World Begin (1996), tratan sobre el conocimiento del mundo. Por esta novela ganó el premio danés de librería De Gyldne Laurbær (El laurel de oro) en 1996. En el año 2006 se publicó su novela Vi, de druknede (Nosotros, los ahogados), una crónica sobre el nacimiento de la Dinamarca moderna, vista a través de la historia de su ciudad natal, Marstal.
En 2009, fue galardonado con el Premio Olof Palme. En 2012 fue galardonado con el Premio Søren Gyldendal.
En 2015 apareció Den første sten (La primera piedra), una novela monumental sobre las experiencias de un grupo de soldados daneses que se han ofrecido como voluntarios para prestar servicio en Afganistán. A través de sus ojos, se nos presenta un amplio e inquietante panorama de la guerra en Afganistán. A partir de marzo de 2018, la novela ha sido traducida al alemán, Der erste Stein, así como al noruego y al sueco. La traducción inglesa se publicó el 1 de septiembre de 2019.